# ヘンリー・バーガー
ヘンリー・バーガー（HenryまたはHenri Berger 1844年8月4日 - 1929年10月14日）は、プロイセンのカペルマイスター、作曲家。1872年から1915年までハワイ王国で王立楽団の楽長を務めた。

## 生涯

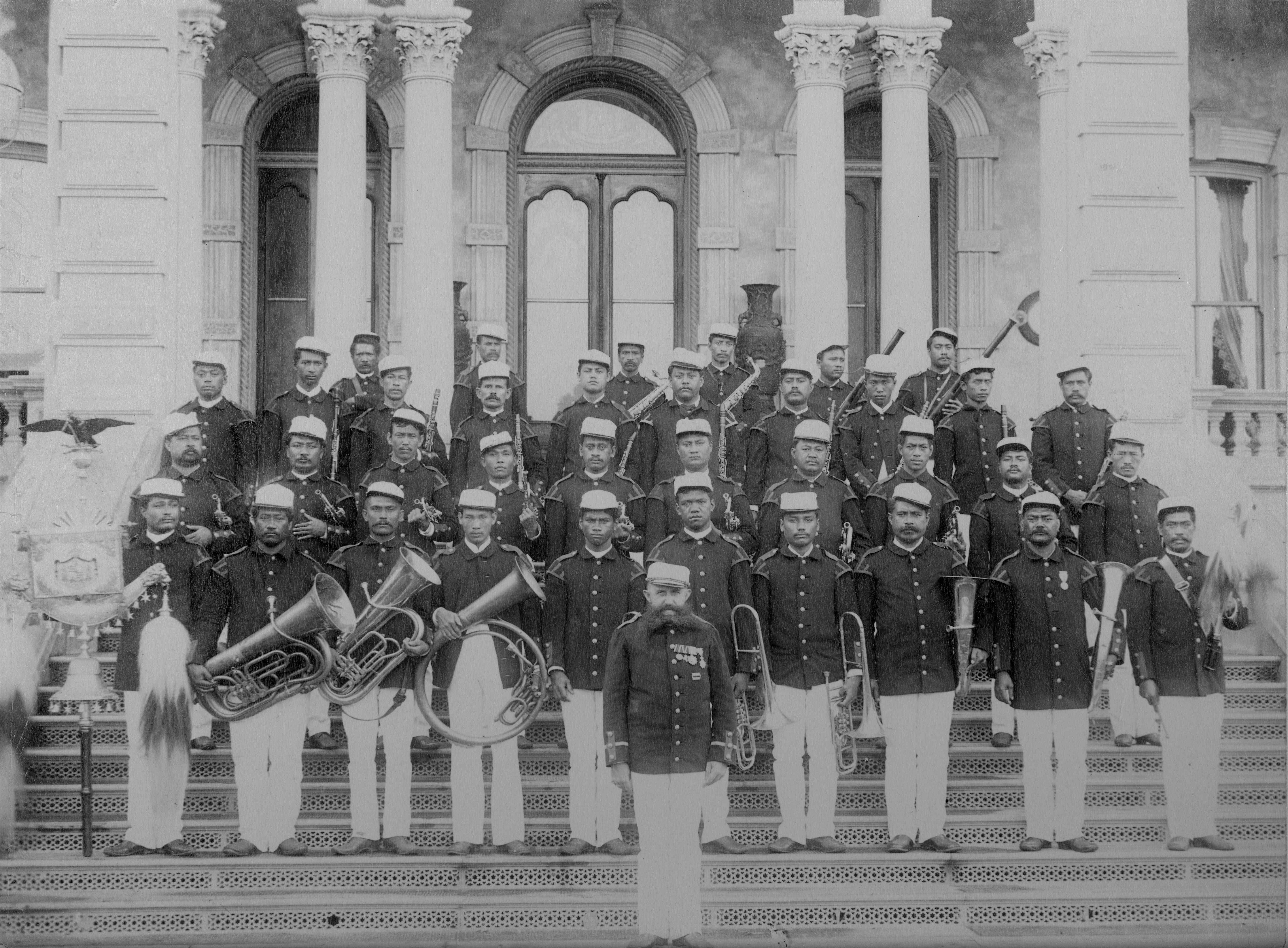
最前列がバーガー。後ろに並ぶ米国初の都市バンドであるロイヤル・ハワイアン・バンドの楽長を務めた。

ハインリヒ・アウグスト・ヴィルヘルム・ベルガーとしてベルリンに生まれた。ドイツの帝国軍楽隊の隊員となる。作曲家であり、王立バンドを率いたヨハン・シュトラウス2世の下で働いた。ドイツ皇帝ヴィルヘルム1世が王の楽団を指揮するためとして、ポツダム基地からハワイ国王カメハメハ5世へ彼を貸し出したのがはじまりだった。普仏戦争への従軍を終えたばかりのバーガーは、1872年6月にホノルルへと到着した。1877年に国王カラカウアがロイヤル・ハワイアン・バンドの全権をバーガーに任せた。1879年にはハワイ王国へと帰化している。
バーガーは後の女王であり自ら作曲もたしなんだリリウオカラニと親交を育んだ。彼女が作曲した歌曲を編曲し、ブラスバンドで演奏した。女王はバーガーに「ハワイ音楽の父」という名前を与えている。1893年から1903年にかけてはカメハメハ・スクールとともに活動し、学校の音楽課程を創り上げた。また、今日のハワイ交響楽団の前身を設立したのもバーガーである。
数えきれないほどの公的な行事で政府のバンドを率いた。そうした中には船がホノルルの桟橋を離れる「スチーマー・デイ」があり、バンドは『オールド・ラング・サイン』や『The Girl I Left Behind Me』を演奏して旅立つ者たちを送り出すのであった。
後年、終身バンド指揮者となったバーガーは、ハワイの伝統的な讃美歌、聖歌やその他の音楽が失われないようにするために書き残して保存する役割を引き受けることになる。これはそれまでにはなされたことのない仕事だった。同時にクラシック音楽の作曲も手掛け、『The Hula March』、『Hilo March』、『Kohala March』、『Sweet Lei Lehua』を書いた。彼が編曲してカラカウアがカメハメハ王を記念して書いたテクストを付した『ハワイ・ポノイ』はハワイ王国の国歌となった。この曲は今日でもハワイ州の州歌である。
バーガーはドイツ、オーストリア、そしてハワイの伝統と独特の作品の内に統合し、ロイヤル・ハワイアン・バンドで数えきれない回数の演奏行うことでハワイの音楽を多数の国々に知らしめ、人気を博すまでにしたのである。

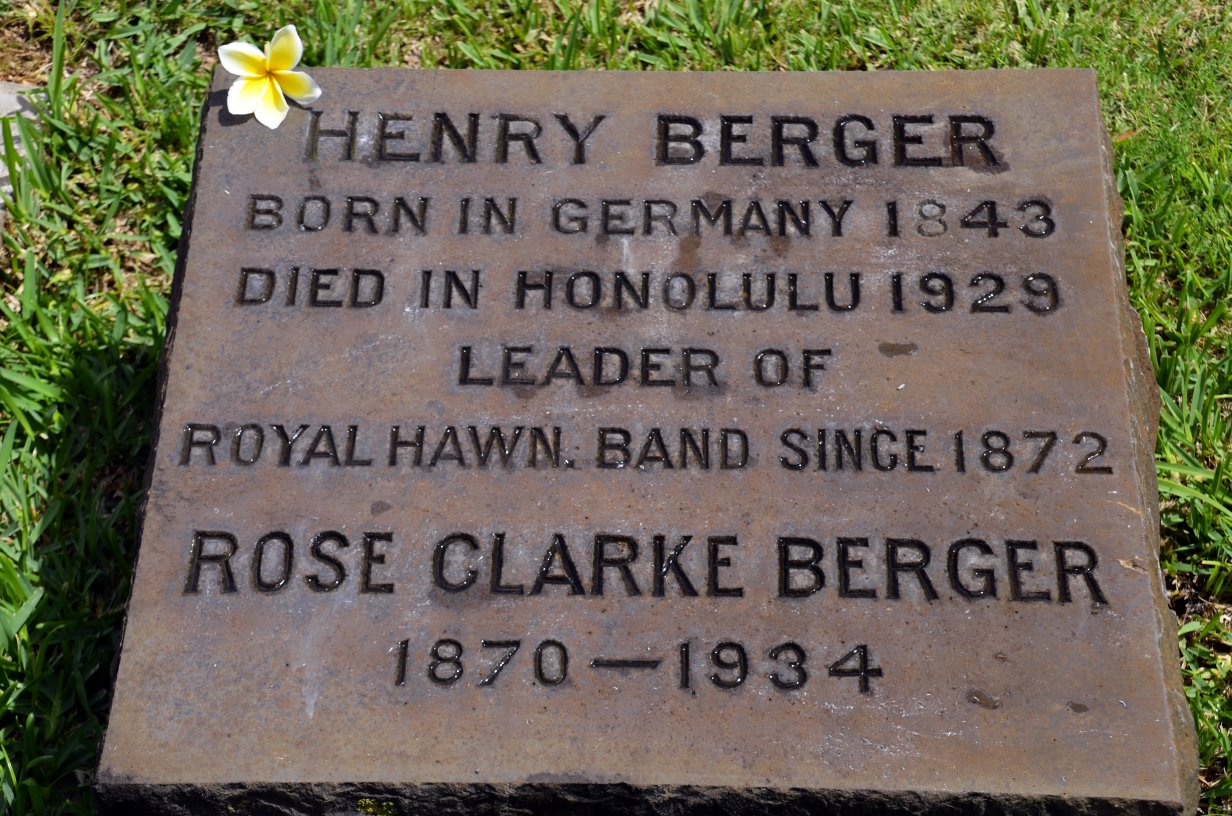
カワイアハオ教会にあるバーガーの墓石。

バーガーはホノルルで永眠した。遺体はカワイアハオ教会の墓地に埋葬されている。
小説家のロバート・ルイス・スティーヴンソンは自作の小説『The Bottle Imp』の中でバーガーについて言及している。
バーガーの遺産は今日も生き続けている。世界中、とりわけハワイとドイツでは米国最古の都市バンドであるロイヤル・ハワイアン・バンドの生みの親として称賛されている。